# محلاها عيشة الفلاح
محلاها عيشة الفلاح هي أغنية من تأليف بيرم التونسي، وألحان محمد عبد الوهاب وغناء أسمهان عام 1939.

## الأغنية
- غنت أسمهان هذه الأغنية بصوتها فقط في فيلم يوم سعيد الذي مثل فيه عبد الوهاب، وأدّت دورها ممثلة تدعى بديعة صادق.[2]
- يقول عبد الوهاب أن هذه الأغنية هي القطعة الوحيدة في حياته من [تأليف] بيرم التونسي.[2]
- كانت امتداح الأغنية لحياة الفلاحين شيئاً غريباً وقتها، حيث أن النظرة إلى الفلاح كانت مختلفة عن النظرة التي سادت بعد ثورة يوليو عام 1952 عندما أعيد تقسيم الأراضي على الفلاحين وصاروا من ملاك الأراضي.
- أعاد عبد الوهاب غناء هذه الأغنية خارج الفيلم، وكذلك فعلت نجاة الصغيرة في وقت لاحق.

## وصلة خارجية
محلاها عيشة الفلاح بصوت أسمهان على يوتيوب